# Electricity (chanson de Silk City et Dua Lipa)
Pour les articles homonymes, voir Electricity.
Singles par Silk City
Loud
(2018) New Love (en)
(2021)
Singles par Dua Lipa
One Kiss
(2018) If Only
(2018)
Electricity est un single du duo Silk City et de la chanteuse Dua Lipa sorti le 6 septembre 2018. La chanson reçoit le prix du meilleur enregistrement dance pendant la 61e cérémonie des Grammy Awards.

## Classements
| Classement (2018-19)                       | Meilleure position |
| ------------------------------------------ | ------------------ |
| Allemagne (GfK Entertainment)              | 39                 |
| Argentine (Argentina Hot 100 (en))         | 87                 |
| Australie (ARIA)                           | 22                 |
| Autriche (Ö3 Austria Top 40)               | 61                 |
| Belgique (Flandre Ultratop 50 Singles)     | 6                  |
| Belgique (Flandre Ultratop 50 Airplay)     | 5                  |
| Belgique (Flandre Ultratop 50 Dance)       | 1                  |
| Belgique (Wallonie Ultratop 50 Singles)    | 17                 |
| Belgique (Wallonie Ultratop 50 Airplay)    | 16                 |
| Belgique (Wallonie Ultratop 50 Dance)      | 6                  |
| Bolivie (Monitor Latino)                   | 11                 |
| Canada (Hot 100)                           | 61                 |
| Canada (All-Format Airplay)                | 40                 |
| Canada (Canada AC)                         | 43                 |
| Canada (CHR/Top 40)                        | 23                 |
| Canada (Digital Songs)                     | 17                 |
| Canada (Hot AC)                            | 29                 |
| Colombie (National-Report)                 | 47                 |
| Communauté des États indépendants (Tophit) | 71                 |
| Croatie (HRT)                              | 3                  |
| Écosse (OCC)                               | 8                  |
| Espagne (PROMUSICAE)                       | 53                 |
| États-Unis (Hot 100)                       | 62                 |
| États-Unis (Dance/Mix Show Airplay)        | 2                  |
| États-Unis (Digital Songs)                 | 26                 |
| États-Unis (Dance Club Songs)              | 1                  |
| États-Unis (Hot Dance/Electronic Songs)    | 5                  |
| États-Unis (Pop Airplay)                   | 16                 |
| États-Unis (Radio Songs)                   | 38                 |
| Europe (Euro Digital Song Sales)           | 6                  |
| France (SNEP)                              | 149                |
| Grèce (IFPI Greece)                        | 21                 |
| Hongrie (Single Top 40)                    | 4                  |
| Hongrie (Single Top 40)                    | 23                 |
| Hongrie (Stream Top 40)                    | 13                 |
| Irlande (IRMA)                             | 6                  |
| Italie (FIMI)                              | 56                 |
| Lettonie (Latvijas Radio 5)                | 7                  |
| Liban (Top 20)                             | 9                  |
| Mexique (Mexico Airplay (en))              | 16                 |
| Mexique (Mexico Ingles Airplay (en))       | 9                  |
| Norvège (VG-lista)                         | 40                 |
| Nouvelle-Zélande (RMNZ)                    | 25                 |
| Pays-Bas (Nederlandse Top 40)              | 5                  |
| Pays-Bas (Single Top 100)                  | 13                 |
| Pologne (ZPAV)                             | 44                 |
| Portugal (AFP)                             | 29                 |
| Tchéquie (IFPI Singles Digitál)            | 18                 |
| Royaume-Uni (UK Singles Chart)             | 4                  |
| Russie (Tophit)                            | 80                 |
| Slovaquie (IFPI Rádio)                     | 27                 |
| Slovaquie (Singles Digitál Top 100)        | 13                 |
| Slovénie (SloTop50)                        | 13                 |
| Suède (Sverigetopplistan)                  | 51                 |
| Suisse (Schweizer Hitparade)               | 46                 |
| Venezuela (National-Report)                | 10                 |